# Caesalpinia vesicaria
Caesalpinia vesicaria är en ärtväxtart som beskrevs av Carl von Linné. Caesalpinia vesicaria ingår i släktet Caesalpinia och familjen ärtväxter. Inga underarter finns listade i Catalogue of Life.